# Henri de Toulouse-Lautrec
Henri de Toulouse-Lautrec (teljes nevén Henri Marie Raymond de Toulouse-Lautrec Monfa) (Albi, 1864. november 24. – Saint-André-du-Bois, Malromé kastély, 1901. szeptember 9.) francia festőművész, grafikus, a posztimpresszionizmus mestere.

## Élete
Grófi családból származott, Alphonse de Toulouse-Lautrec Monfa gróf és Adele Tapié de Céleyran grófnő első gyermekeként. Öccse csecsemőkorában meghalt. A Lautrec és a Tapié család közötti házasság nem volt ritka, szülei elsőfokú unokatestvérek voltak, sőt apja testvére anyja húgát vette feleségül. Szülei házassága nem volt boldog. Anyja visszahúzódóan fiának szentelte életét.
Toulouse-Lautrec egészen kiskamasz koráig úgy fejlődött, mint kortársai, bár betegesebb volt náluk. 14 és 15 éves korában egymás után eltörte mindkét lábát, ezután megállt a növésben, testi fogyatékos maradt. Apja, miután megtudta, hogy fia nem lesz képes vele vadászni, lovagolni és más férfias játékokat űzni, többé szinte tudomást sem vett róla. Anyja viszont végig a betegágyánál állt: ekkor alakult ki közöttük a festőt egész életén végigkísérő mély szeretet.

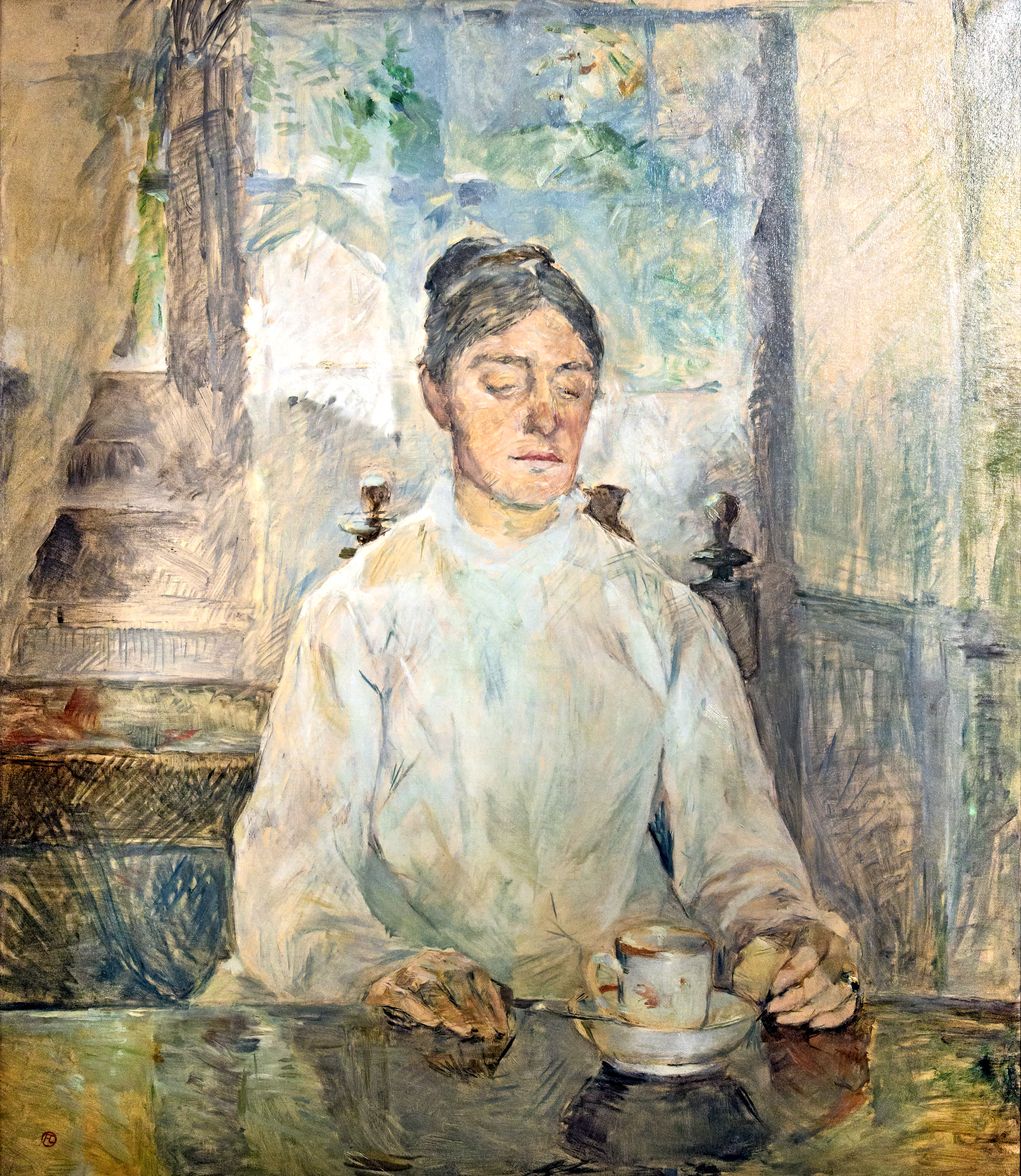
A művész anyja reggelizés közben (1881–1883)

Gyermekkorától szeretett rajzolni, ezért a szülei tanárt fogadtak mellé. Betegsége idején is rajzolással töltötte az időt, főleg lovas jeleneteket ábrázolt. Első mestere és barátja René Princeteau állatfestő volt. Érettségi után nem tanult tovább, hanem 1882-ben beiratkozott Léon Bonnat festő műhelyébe, ahol elsősorban a rajztechnikáját javította. Egy év múlva átment a szintén akadémikus Fernand Cormon műtermébe, itt ismerkedett meg van Gogh-gal, Emile Bernard-ral és más fiatal festőkkel. Fokozatosan kezdtek túllépni a hagyományos stíluson: kezdetben az impresszionizmus felé haladtak, majd modernebb irányzatokat választottak.
A festői kísérletezés kora egybeesett a Toulouse-Lautrec életében bekövetkezett változásokkal. 1884-ben elhagyta szülei házát és átköltözött a Montmartre-ra, abba a házba, ahol példaképe, Edgar Degas is lakott. A szülők aggódtak, és nem alaptalanul: Toulouse-Lautrec életmódja egyre inkább hasonult bohém barátaiéhoz. A 19. század végén a Montmartre-on egyre több kabaré és zenés kávéház nyílt, tele félvilági és alvilági figurákkal. Toulouse-Lautrec felfedezte ezt a számára addig ismeretlen világot, és festményei, rajzai témáját egyre inkább ez a környezet adta: lóversenyek, kánkánt járó táncosnők, bohócok, akrobaták és prostituáltak keltek életre a vásznain. Álnéven szignálta alkotásait, hogy ne kompromittálja a családját. Fokozatosan lecsúszott abból a világból, amelybe született.
A Montmartre éjszakai életébe Aristide Bruant költő és sanzonénekes vezette be; a nyolcvanas évek közepétől Toulouse-Lautrec szinte csak éjjel élt. Állandó látogatója a kabaréknak, egy ideig első és talán egyetlen szerelmével, Suzanne Valadonnal együtt, aki előbb híres festők modellje volt, majd maga is festő lett. A szórakozóhelyeken Toulouse-Lautrec ámulva nézte a divatos kánkánt, megismerte a híres táncosnőket, énekesnőket, akikről festményeit, litográfiáit készítette. Nem kerülte el a nyilvánosházakat sem: előfordult, hogy heteket töltött ilyen intézményekben, s a lányok szerették emberségéért, gyengéd együttérzéséért.
Első kiállítása törzshelyén, a Mirtilon kabaréban volt 1886-ban, majd a következő évben Toulouse-ban állított ki az Akadémia nemzetközi kiállításán, Treclau álnéven. 1888-ban a belgiumi „Exposition des XX” kiállításon tizenegy művét mutatta be nagy sikerrel. Részt vett a Függetlenek Szalonján olyan művészek társaságában, mint Seurat és Pissarro. Csatlakozott a festői avantgárdhoz, de megőrzött egy kis távolságtartást, hogy művészileg független maradhasson.

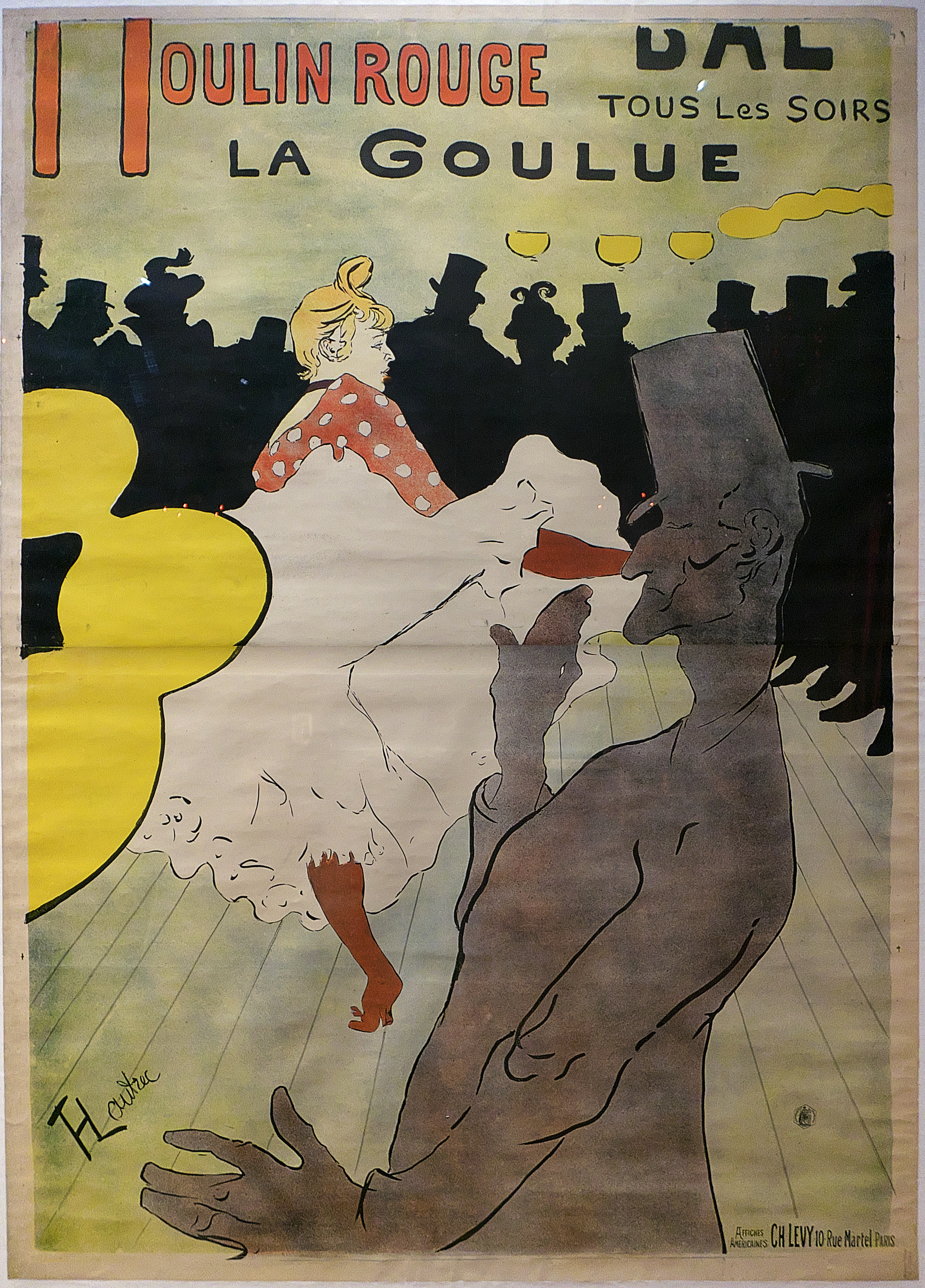
La Goulue a Moulin Rouge-ban (1891)

1891-ben Pierre Bonnard tanácsára megismerkedett a litográfia technikájával, és elkészítette egyik leghíresebb plakátját, A La Goulue-t. Ezzel belépett az alkotói érettség korszakába, a gyűjtők és kiadók által igen kedvelt festővé vált, s a kritika is meleg fogadtatásban részesítette. 1896 elején a párizsi Manzi-Moyant Galéria nagy kiállítást rendezett képeiből.
De a tíz éven át tartó éjszakázás, egészségtelen életmód nem maradt következmények nélkül. Egyre gyakrabban panaszkodott általános gyengeségre. 1898-ban egész télen át krónikus alkoholmérgezésben szenvedett, hallucinációi voltak. Végül elszánta magát az elvonókúrára, amely 1899 márciusától egy évig tartott. Mikor úgy gondolta, meggyógyult, Le Havre-ba költözött. Ekkor készült képei sötétebbek, melankolikusabbak. Visszatért Párizsba, és újra elkezdett inni. Paralitikus rohamot kapott, részben lebénult. Édesanyjához vitette magát a malroméi birtokra, itt halt meg 1901. szeptember 9-én, harminchat éves korában.
Rövidre szabott élete ellenére törpe alakjával, figyelő, iróniát sugárzó tekintetével Henri de Toulouse-Lautrec művei által megteremtette a századvég Párizsának mítoszát.

## Művészete

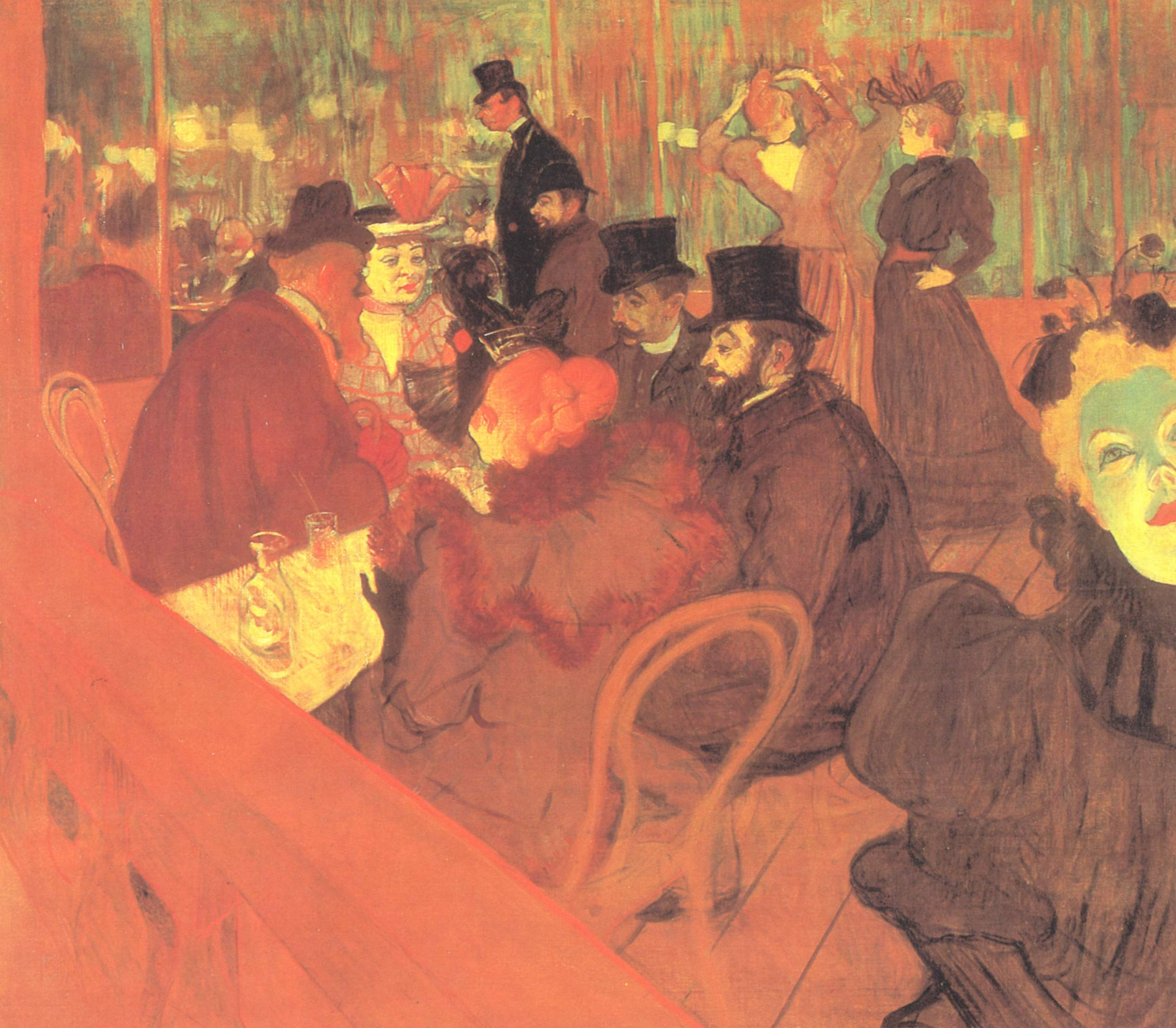
A Moulin Rouge-ban (1892)

A fiatal Lautrec rajzai, legkorábbi festményei a lovaglás iránti érdeklődéséről tanúskodnak. Már első festményei, mint a Lovát nyergelő tüzér, nagy virtuozitásról és modernségről adnak számot. Első jelentős művei portrék, amiket a családja tagjairól készített. A művész anyja reggelizés közben című képén a jellemábrázolás nagy érettségről árulkodik, pedig a festő még csak tizenkilenc éves volt. A japán metszetek mellett később főleg a kor neves illusztrátorai hatottak rá, majd felfedezte Manet-t és Degas-t, főleg Degas témáit és stílusát csodálta.
A Fernando cirkusz műlovarnője Toulouse-Lautrec első nagyméretű, többfigurás kompozíciója, amelyben szakított az impresszionista módszerekkel: rövid, gyors ecsetvonások helyett színes, lapos foltokat használt. Az itt alkalmazott technika a japán metszetek hatásáról tanúskodik, és előrevetíti a művész litográfiáiról ismert stílust. 1890-ben festette a Valentin le Désossé beállítja az új táncosnőket című képet, amely az újonnan nyílt Moulin Rouge kabaré egyik jelenetét ábrázolja és jól jellemzi Toulouse-Lautrec kontraszton alapuló rajztechnikáját. Az 1893-ban készült A Moulin Rouge-ban még erőteljesebben hangsúlyozza a kabarékban uralkodó hangulatot. A barna és a zöld árnyalatai egymás mellett egészen valószínűtlen hangulatot teremtenek, és az egészet nyugtalanító világítással vonja be. A kép hátterébe magát is megfestette egyik unokatestvére társaságában. A mozgás éles megfigyelése, sajátos fényhatások és ideges ecsetvonások, vibráló körvonalak jellemzőek rá, és ebben a japán metszetek hatása ismerhető fel.

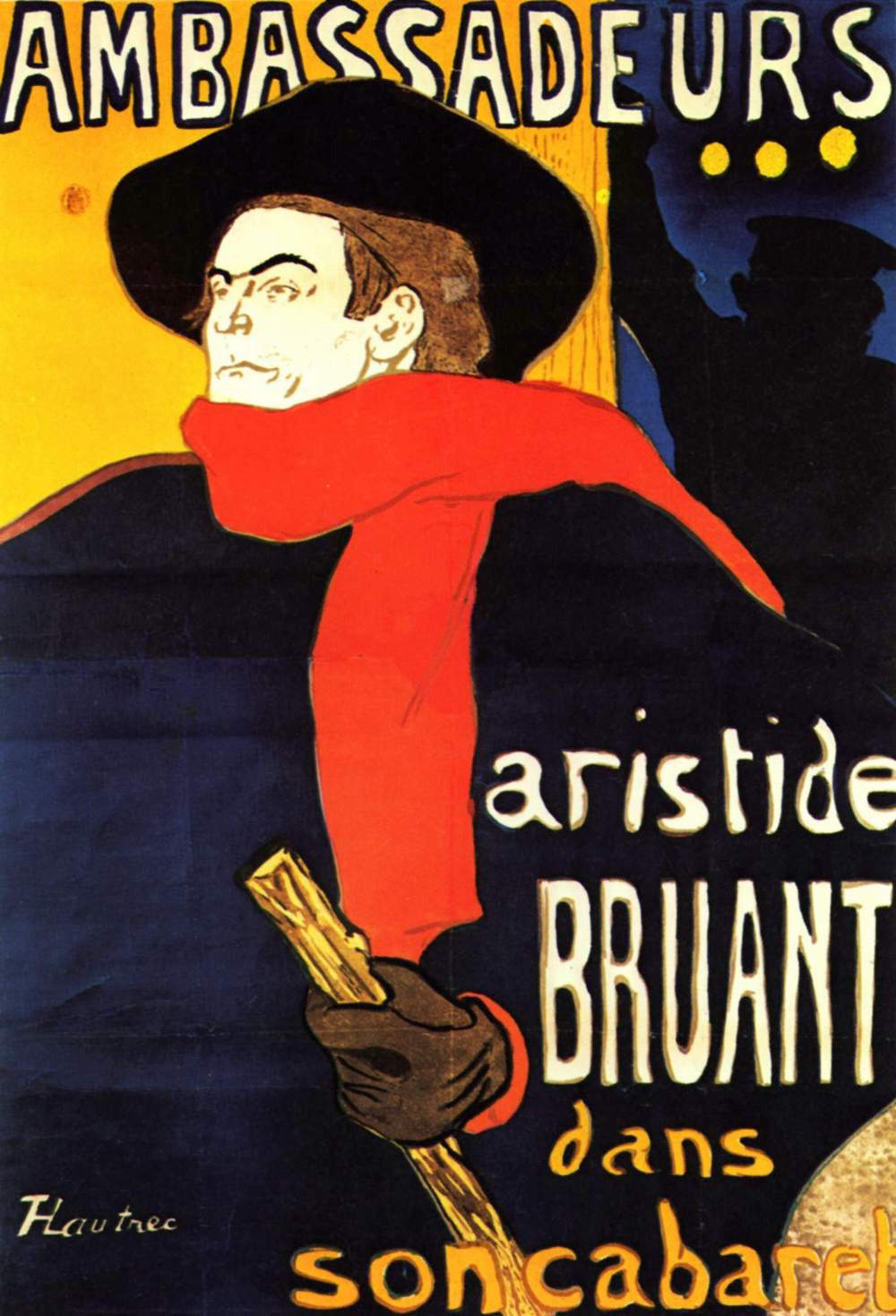
Aristide Bruant (1892)

A kilencvenes évek eleje termékeny időszak volt életében, ekkor alapozódott meg hírneve. Ez idő tájt koncentrált a litográfiára, szinte minden műve nagy sikert aratott. Tehetségével alkalmazkodott az új kommunikációs formához: amikor plakátot készített, lapos foltokban kevés színt használt. A japán rajzok és más festők inspirációjára igen merész megoldásokat engedett meg magának: a rajzot szinte az absztrakció határáig szintetizálta és mesterien hangolta össze a lapos színfoltokat a kontúrok csavart elemeivel. A végeredmény meglepően dekoratív. Ebben a stílusban készítette plakátjait barátjáról, Aristide Bruant-ról, a Moulin Rouge leghíresebb táncosnőiről, La Goulue-ről és Jane Avrilről, énekesnőkről és sok mindenki másról. A plakátok mellett különböző folyóiratoknak is készített illusztrációkat.
Toulouse-Lautrec sokszor járt a Montmartre nyilvánosházaiban, nem egyszer be is költözött oda. Megfestette azt a valóságot, amelyet a vendégek nem láthattak: a lányokat életük legintimebb pillanataiban, kuncsaftra várakozás közben vagy orvosi vizsgálat előtt. A helyszínen kis méretű tanulmányokat készített, s később a műtermében készítette el a bonyolultabb kompozíciót. A Rue des Moulins szalonja című kép a nyilvánosházak világának egyik legjobb ábrázolása. A festő azt akarta megmutatni, ami modelljeiben emberi: az unalmat, a rezignáltságot, az egzisztenciális passzivitást. Ezek a képek gyakran nem kerültek ki a műteremből, vagy galériák hátsó helyiségeiben állította ki őket. A nyilvánosházak életének 1896-ban egy egész litográfiasorozatot szentelt Ők címmel.

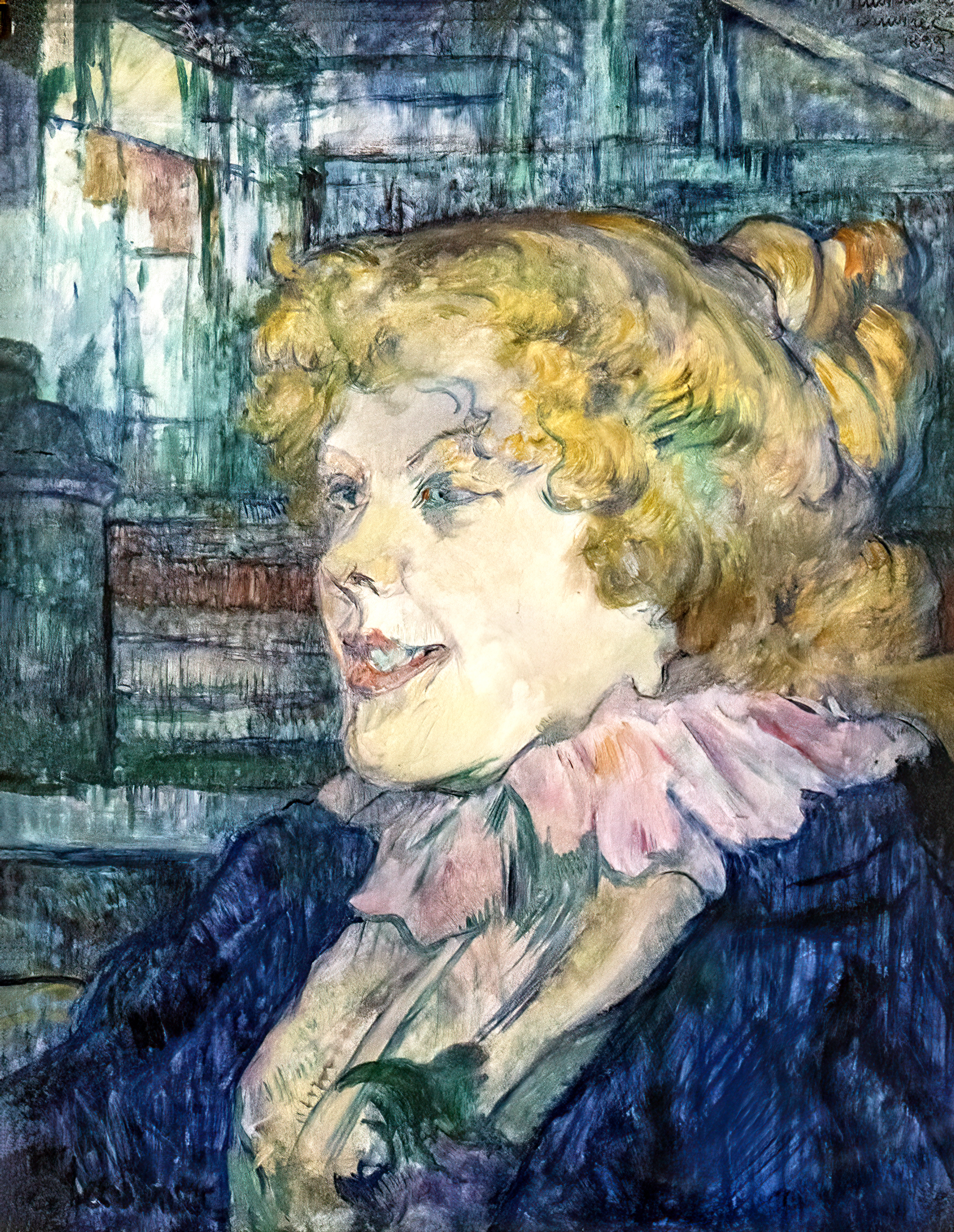
Angol lány Le Havre-ban vagy Miss Dolly arcképe (1899)

Utolsó éveiben visszatért korai évei kedvenc témáihoz, a lovakhoz, a cirkusz világához. Ekkor készültek Két kerekű kocsi pónilóval és A ló és az idomított majom című képei. Le Havre-ban készült egyik utolsó arcképe, az Angol lány Le Havre-ban című, amely Miss Dollyt, egy zenés kávéház pincérnőjét ábrázolja élettelien, de stilizált, dekoratív eszközökkel.
Toulouse-Lautrec munkásságát nem lehet skatulyába szorítani. Festészetének eredetisége megfelelt kivételes egyéniségének. Különféle forrásokból merített inspirációt, a barokk mesterektől éppúgy, mint a japán festőktől vagy a gótikus művészetből. Nem szakított a naturalista témákkal, de következetesen alkalmazta az ironikus látásmódjához oly közel álló szintetikus formát. Rajzai közel állnak a karikatúrákhoz, de szatirikus kommentárjai mindig tele vannak szimpátiával. Toulouse-Lautrec művei olyan, egymástól távol álló művészeket inspiráltak, mint Rodin, Schiele, Munch vagy Picasso.

## Betegsége
Toulouse-Lautrec testi állapotát már kortársai is a szülők közeli rokonságával magyarázták. Mivel szülei elsőfokú unokatestvérek voltak, így a beteg gyermekek születésének kockázata nagyobb volt az átlagosnál. Ma már tudjuk, hogy betegsége valóban genetikai rendellenességgel magyarázható, és neve püknodüszosztózis, tömöttcsontúság. Lappangva, recesszíven öröklődik olyan, látszólag egészséges szülőktől, akik mindketten hordozzák a hibás gént, ezért a házasságukból született gyermekek 25%-a várhatóan beteg lesz. Toulouse-Lautrec viselte a betegség összes jellemző tünetét. A csontok kóros felépítése miatt hajlamos volt a csonttörésre. Testmagassága mindössze 152 cm volt, és teste erősen aránytalan: a törzs méretei megfeleltek egy egészséges felnőtt törzsméreteinek, de végtagjai feltűnően rövidek, kezei, lábai kicsik, ujjai tömpék. Koponyáján a kutacsok nem záródtak tökéletesen, ezért abnormális nagyságúra nőtt. Toulouse-Lautrec orvosi tanácsra mindig kalapot viselt, a szakállával pedig az álla fejletlenségét próbálta takarni, ami szintén a betegség jele.
Állapotát egész életében sajátságos öniróniával kezelte. Önmagát sokkal jobban el tudta fogadni, mint környezete, elsősorban rokonsága őt. Ez a kirekesztettség-érzet vezetett alkoholizmusához, amelyet elvonókúrákkal sem tudott leküzdeni. Az utolsó éveiben jelentkező idegbántalmak részben erre, részben valószínűleg szifiliszes megbetegedésére vezethetők vissza.

## Főbb művei

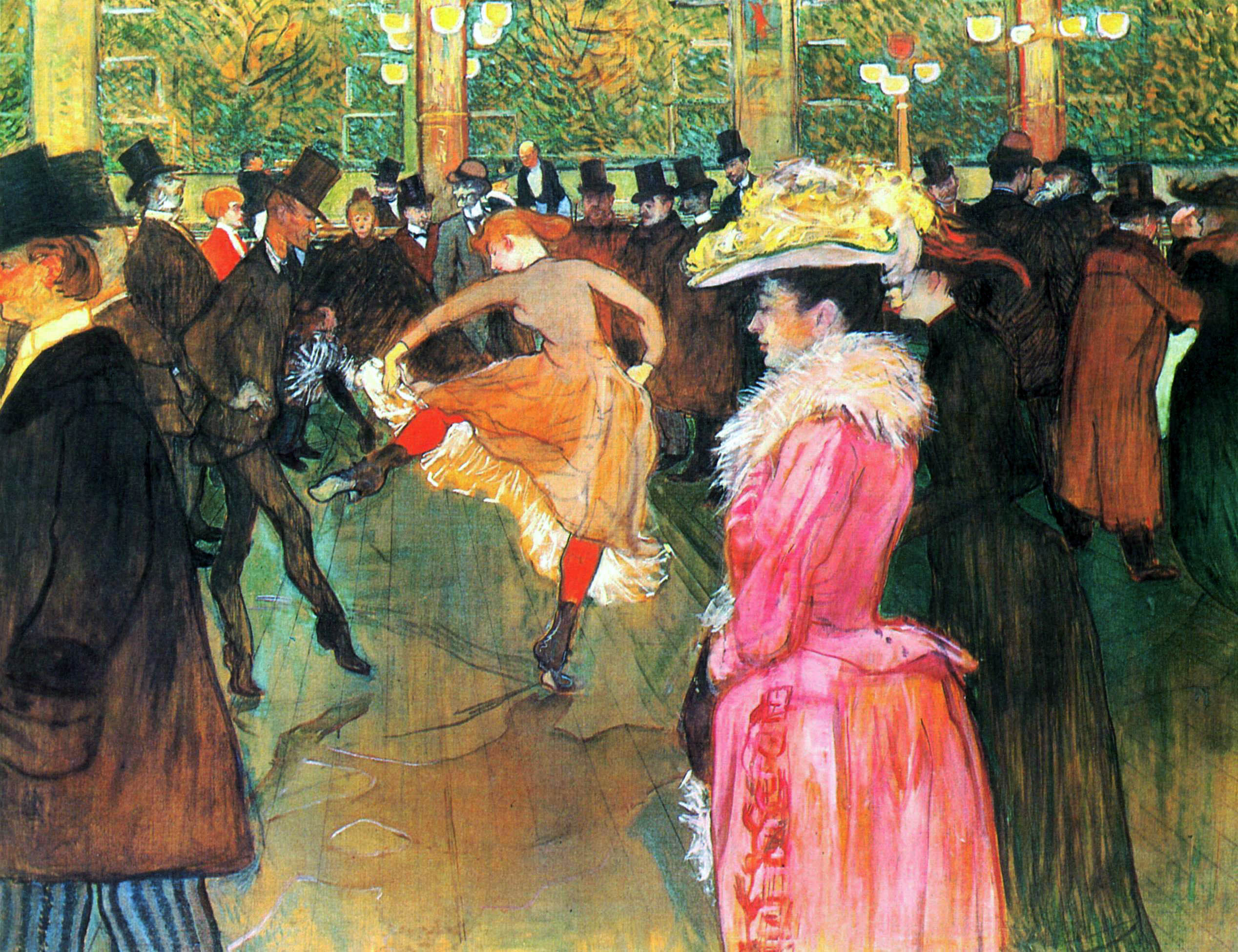
Tánc a Moulin Rouge-ban (1890)

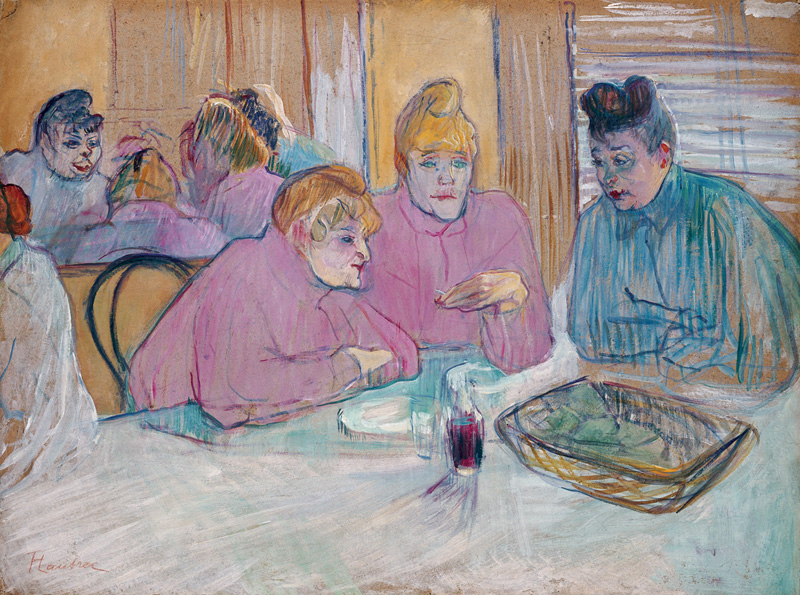
Párizsi nők (pasztellkép, 1893)

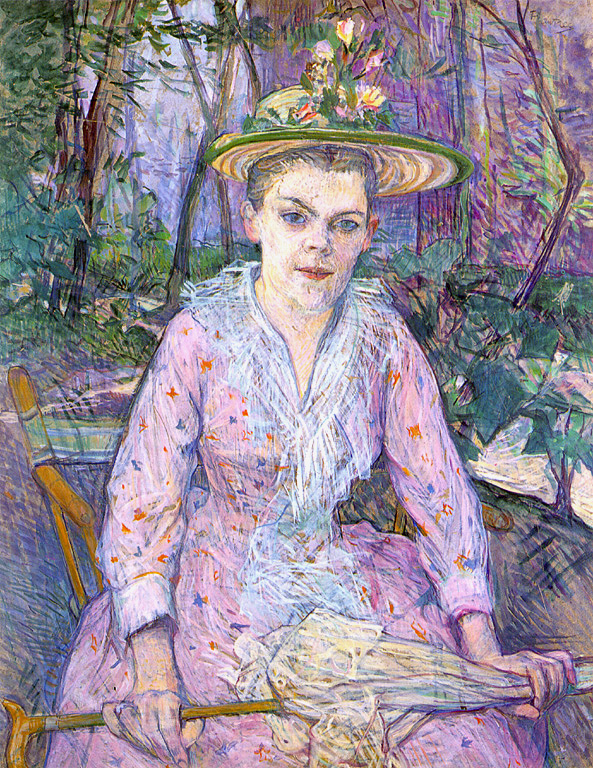
Nő esernyővel (1889)

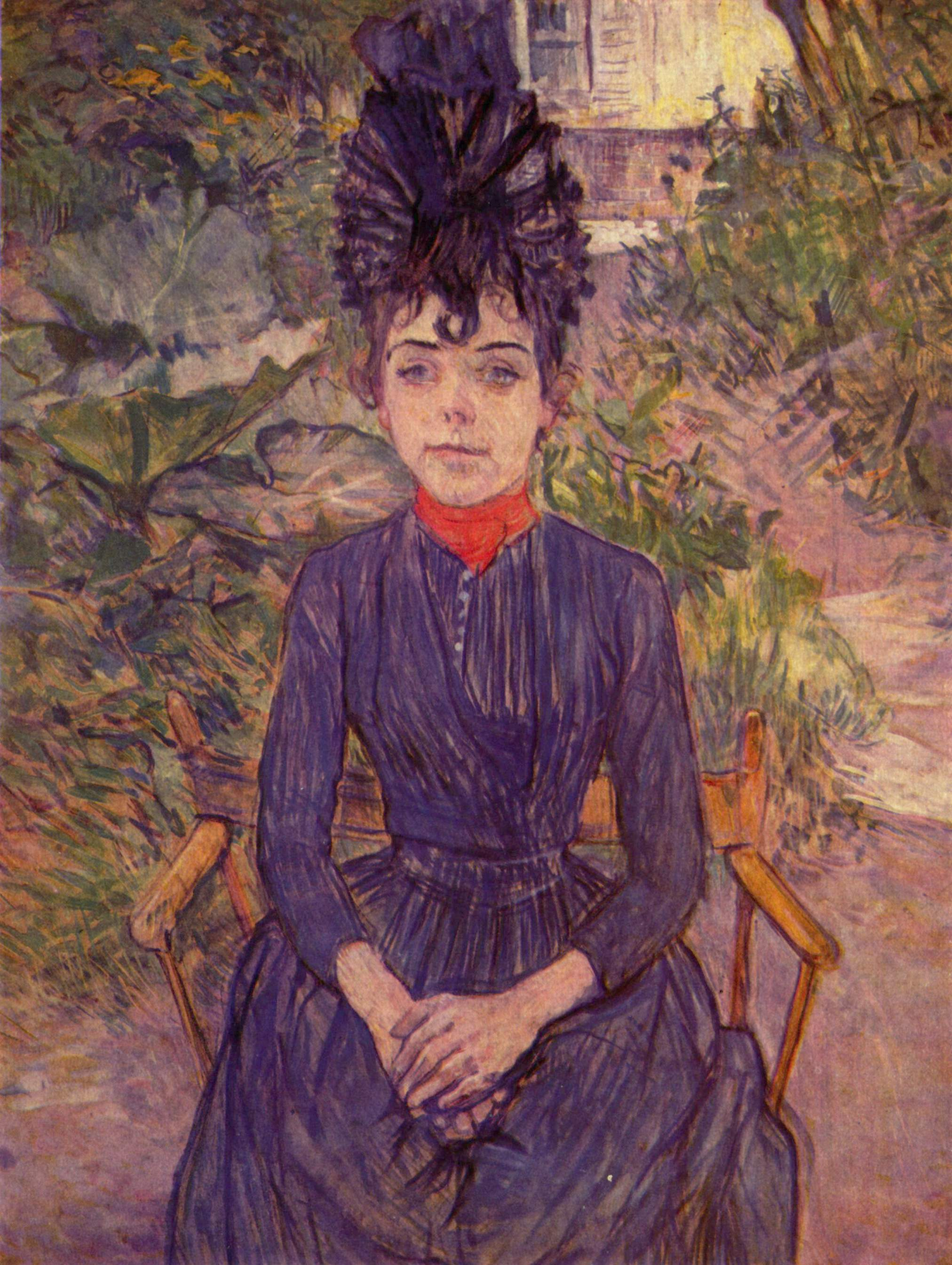
Justine Dieuhl (1890)

- 1881–1883, A művész anyja reggelizés közben (Albi, Toulouse-Lautrec Múzeum)
- 1888 A Fernando cirkusz (több változat)
- 1888 A mosónő (magángyűjtemény)
- 1889 Bál a Moulin de la Galette-ben
- 1889 Másnaposság (vagy Az ivó nő)
- 1889 Felállás a négyeshez
- 1890 Augusta
- 1890–1891 Honorine P.
- 1890 Dihau kisasszony a zongoránál
- 1890 A Moulin Rouge-ban: A tánc
- 1891 Nő Forrest apó kertjében
- 1891 Asztalnál
- 1891 La Goulue (plakát)
- 1892 Aristide Bruant az Ambassadeurs-ben
- 1892 A Moulin Rouge-ban
- 1892 La Goulue belép a Moulin Rouge-ba, New York, Museum of Modern Art
- 1892-93 Divan, Japonais (plakát, magángyűjtemény)
- 1892 Jane Avril kilép a Moulin Rouge-ból
- 1893 Jane Avril, Jardin de Paris (plakát)
- 1893 Jane Avril tánc közben
- 1893 Boileau úr a kávéházban
- 1894 Yvette Guilbert
- 1894 Dr. Gabriel Tapié de Céleyran
- 1894 Alfred la Guigne
- 1894 Harisnyát húzó nő (vagy Nő a “ház”-ból)
- 1894 A rue des Moulins szalonjában (Albi, Toulouse-Lautrec Múzeum)
- Forrest apó kertjében
- A Montmartre-on : Nő kesztyűvel,
- La Goulue és Valentin, a kígyóember tánca
- La Goulue tánca,
- 1895 Oscar Wilde
- 1895 May Belfort
- 1895 Cha-U-Kao (színes litográfia)
- 1896 Ők (litográfiasorozat)
- 1896 Chocolat Achille bárjában táncol (rajz)
- 1897 Marcelle Lender bolerót táncol a “Chilpéric”-ben
- 1898 A kávéházban; a sápkóros pénztárosnő
- 1899 Cirkusz (litográfiasorozat)
- 1899 Az angol lány Le Havre-ban (vagy Miss Dolly)
- 1900 Szépítkezés
- 1901 Vizsga az orvoskaron (befejezetlen)